# Castell de Querol (Porta)

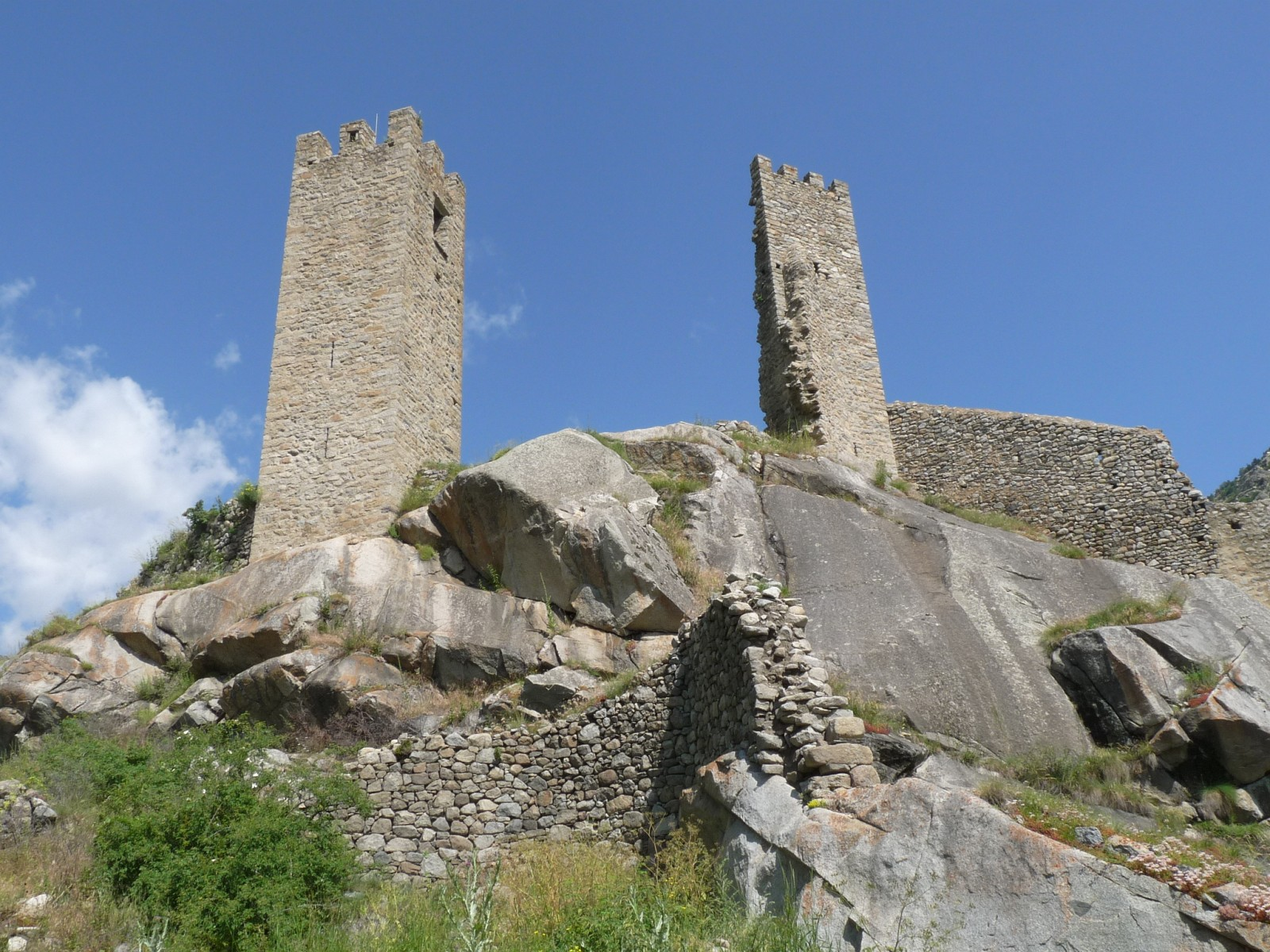
Restes del castell

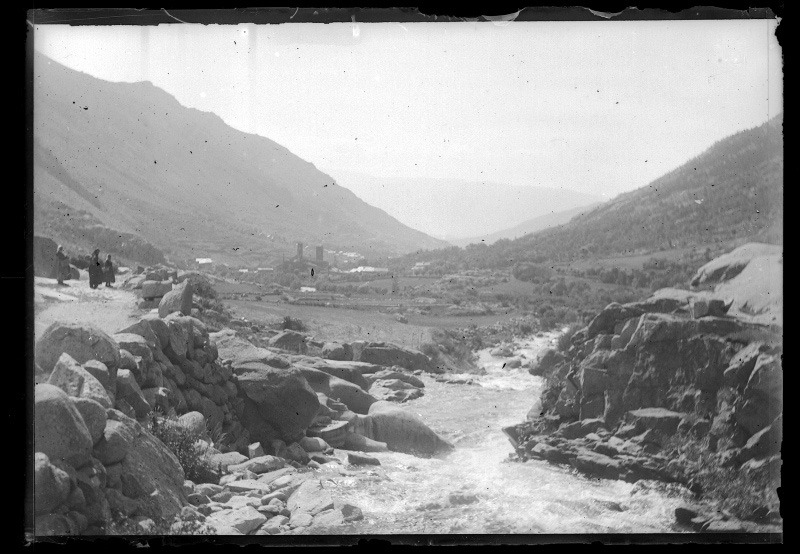
La vall de Querol i, a la distància, les dues torres com encara es conservaven al 1899 (Fons antic Eugène Trutat, Museu de Tolosa de Llenguadoc)

El Castell de Querol és una antiga fortificació, actualment en ruïnes, del vilatge de Querol, pertanyent al terme de Porta, de la comarca de l'Alta Cerdanya, a la Catalunya del Nord.
Està situat dalt d'un turonet al nord-oest del poble de Querol. S'hi accedeix a través del Carrer del Castell, que hi puja des del centre del vilatge.

## Història
Per bé que el lloc de Querol és documentat ja el 1011, el seu castell no apareix esmentat (castri de Querol) fins a un document del 1243 en què Jaume el Conqueridor prohibí alguns mals usos del batlle reial, castlà de la població i que s'allotjava a la fortificació. El castell era de propietat reial ja el 1396 i segurament abans. Posteriorment Ferran II d'Aragó suprimí la senyoria de la Torre Cerdana (al peu del coll del Pimorent) i la incorporà a la del castell de Querol (1493), i el 1569 Felip II de Castella separà el càrrec de batlle de Querol del d'alcaid dels castells de la vall de Querol i de Puigcerdà, que fins al moment s'havien regit conjuntament. El castell va ser destruït al segle xvii, i les restes van ser declarades monument històric de França el 2 de maig del 1927. El 1985 les torres foren consolidades i mínimament restaurades.
La importància militar del castell pot ser inferida a partir d'un inventari medieval del seu arsenal: 17 ballestes, 16 cuirasses, 14 gorgeres i 2 bombardes, a més d'altres elements militars.

## Arquitectura
De la gran edificació que havia estat, amb dos recintes, en l'actualitat només se'n conserven una torre i les restes d'una altra, corresponents totes dues al recinte superior o sobirà. D'aquest clos superior en queden, ultra les dues torres dels segles XII o XIII, restes dels murs que el limitaven. La torre més ben conservada fa 10 metres d'alçada per quatre de costat (a la base), en tres nivells, i és de planta quadrada, feta de pedres grosses, amb espitlleres i rematada per merlets; hom diu que va servir de cort de porcs a començaments del segle xx. L'altra torre, a uns 12 metres de distància, hauria estat semblant, però de planta més rectangular, cosa que encara es pot veure malgrat l'afonament de tota la seva façana nord. Totes dues reposen directament sobre la massa granítica on s'edificà el castell. Per defora del recinte principal, o sobirà, hi havia el segon, el "clos jussà", del qual encara en resten murs de força alçada, delimitant un espai poligonal amb accés per un arc de mig punt adovellat. Un Plan et projet du chateau de Carol del 1775 mostra una construcció isolada, de planta baixa i pis, amb tres torres.
La diversitat de tècniques constructives observables a les restes conservades, testimonien que el castell tingué diverses intervencions arquitectòniques al llarg d'un extens període temporal. Mentre que les dues torres poden ésser del segle xii o XIII, el recinte jussà ha de ser datat en un moment posterior, segurament ja al darrer segle de l'edat mitjana. Així mateix, les restes del recinte sobirà també han d'ésser datades més aviat en un moment tardà.